# Trbušće
Trbušće (en serbe cyrillique : Трбушће) est un village de Bosnie-Herzégovine. Il est situé dans la municipalité de Foča et dans la république serbe de Bosnie. Selon les premiers résultats du recensement bosnien de 2013, il compte 231 habitants.

## Géographie
Trbušće est situé sur les bords de la Drina. Cette rivière y reçoit sur la gauche les eaux de la Bjelava.

## Démographie

### Répartition de la population par nationalités (1991)
En 1991, le village comptait 544 habitants, répartis de la manière suivante :